# Arnold Schuster
Arnold Schuster (* 11. März 1890 in Cubach; † 1. August 1969 in Frankfurt am Main) war ein deutscher Politiker (FVP, DDP, CDU) und Mitglied der Verfassungberatenden Landesversammlung (Groß-Hessen), einem Vorgänger des Hessischen Landtags.

## Leben
Schuster besuchte die Volksschule in Kubach und das humanistische Gymnasium Philippinum Weilburg. Nach dem Abitur studierte er an der Ludwig-Maximilians-Universität München, der Ruprecht-Karls-Universität Heidelberg, der Friedrich-Wilhelms-Universität zu Berlin und der Philipps-Universität Marburg Rechtswissenschaft. Das Studium schloss er in Marburg mit beiden Staatsexamen und der Promotion zum Dr. iur. (1917) ab. Anschließend arbeitete er als Gerichtsassessor, Regierungsassessor, Regierungsrat, Landrat, und bis 1933 als Oberregierungsrat. Mit der Machtergreifung der Nationalsozialisten aus dem Staatsdienst entlassen, war er von 1935 bis 1943 Möbelhändler in Gießen.
Seit 1910 war Arnold Schuster Mitglied der Fortschrittlichen Volkspartei. Nach 1918 wurde er Mitglied der Demokratischen Partei bzw. der Deutschen Staatspartei bis zu deren Auflösung. 1945 wurde er Mitglied der CDU. 1945–1948 war er Landrat des Untertaunuskreises und vom 15. Juli 1946 bis zum 30. November 1946 Mitglied der Verfassungberatenden Landesversammlung Groß-Hessen.